# IC 2617
IC 2617 ist eine Galaxie vom Hubble-Typ S? im Sternbild Großer Bär am Nordsternhimmel, die schätzungsweise 409 Millionen Lichtjahre von der Milchstraße entfernt ist.
Entdeckt wurde das Objekt am 22. März 1903 von Stéphane Javelle.